# Ludwig Preis
Ludwig Preis (* 11. November 1971 in Passau; † 27. Mai 2017) war ein deutscher Fußballspieler und -trainer.

## Karriere
Als Spieler durchlief Preis alle Jugendmannschaften des 1. FC Passau. Im Alter von 16 Jahren spielte er bereits für die erste Mannschaft der Passauer in der Landesliga. Danach spielte er für den TSV Vestenbergsgreuth, die SpVgg Bayreuth, die SpVgg Jahn Forchheim und ab 1999 für den 1. SC Feucht, bei dem er seine aktive Karriere beendete und anschließend Co-Trainer wurde.
Von 2006 bis 2010 war Preis Cheftrainer des TSV Neustadt/Aisch, mit dem er von der Bezirksoberliga Mittelfranken in die Landesliga aufstieg und sich für die Relegation zur Bayernliga qualifizierte. Im Sommer 2010 war er zunächst für kurze Zeit Trainer des Baiersdorfer SV, ehe er Ende August 2010 den SC Eltersdorf übernahm.
Hier feierte Preis seinen größten Erfolg: er übernahm den abstiegsgefährdeten Klub, gewann in der gleichen Saison die Meisterschaft und führte die Mannschaft zum Aufstieg in die Bayernliga. In der darauffolgenden Saison gelang der überraschende Aufstieg in die neu gegründete Regionalliga Bayern. Überraschend gab er nach einem 3:1-Sieg gegen die Amateure des FC Bayern München seinen Rücktritt aus beruflichen Gründen zur Winterpause bekannt.
Zum Jahresbeginn 2013 übernahm Preis das Amt des Cheftrainers der zweiten Mannschaft der SpVgg Greuther Fürth. Nach der Beurlaubung von Mike Büskens wurde Ludwig Preis am 20. Februar 2013 Interimstrainer der Bundesligamannschaft von Greuther Fürth. Sein Debüt als Bundesligatrainer gab Preis am 24. Februar 2013 beim 0:0-Unentschieden der Fürther gegen Bayer 04 Leverkusen. Nach zwei weiteren Spielen, in denen das Team einen weiteren Punkt holte, rückte Preis aufgrund der fehlenden Fußballlehrer-Lizenz bis zum Saisonende neben dem neuen Cheftrainer Frank Kramer auf den Posten des Co-Trainers. 2013/14 trainierte er wieder als Chef-Trainer die U-23. Seit Sommer 2014 trainierte er kein Team mehr.
Ludwig Preis starb im Mai 2017 im Alter von 45 Jahren nach längerer Krankheit.